# 377 př. n. l.

## Hlavy států
- Perská říše – Artaxerxés II. (404 – 359 př. n. l.)
- Egypt – Nachtnebef (380 – 362 př. n. l.)
- Bosporská říše – Leukon (389 – 349 př. n. l.)
- Kappadokie – Datames (380 – 362 př. n. l.)
- Sparta – Kleombrotos I. (380 – 371 př. n. l.) a Agésiláos II. (399 – 360 př. n. l.)
- Athény – Nausinicus (378 – 377 př. n. l.) » Calleas (377 – 376 př. n. l.)
- Makedonie – Amyntás III. (392 – 370 př. n. l.)
- Epirus – Alcetas I. (390 – 370 př. n. l.)
- Odryská Thrácie – Cotys I. (384 – 359 př. n. l.)
- Římská republika – tribunové L. Aemilius Mamercinus, P. Valerius Potitus Poplicola, C. Veturius Crassus Cicurinus, Ser. Sulpicius Rufus, L. Quinctius Cincinnatus a C. Quinctius Cincinnatus (377 př. n. l.)
- Syrakusy – Dionysius I. (405 – 367 př. n. l.)
- Kartágo – Mago II. (396 – 375 př. n. l.)